# 高橋英輝
高橋 英輝（たかはし えいき、1992年11月19日 - ）は、岩手県花巻市出身の日本の元陸上競技選手。専門は競歩。
2024年時点で、男子10000m競歩の世界記録保持者である。

## 経歴
岩手県立花巻北高等学校では2年から競歩を本格的に始める。岩手大学教育学部学校教育教員養成課程（英語）に進学。大学に入学すると着実に力を伸ばしはじめ、大学4年時に出場した2015年日本選手権20km競歩で1時間18分3秒の日本新記録（当時）で優勝。
2015年3月に大学を卒業し、鈴木雄介の所属する富士通に入社。
初出場となった世界選手権20km競歩では47位に終わったものの、2016年2月21日に行われた日本選手権20km競歩で1時間18分26秒のタイムで2連覇を果たす。日本陸上競技連盟の選考基準を満たしたことにより2016年のリオデジャネイロオリンピック日本代表選手に内定、同オリンピックでは42位となった。2017年2月19日に行われた日本選手権20km競歩で3連覇を果たし、8月の世界選手権（ロンドン）代表を決めるも同選手権では14位となった。
2021年8月、東京オリンピック陸上男子20km競歩に出場し、1時間27分29秒で32位だった。
2024年6月21日、富士通陸上部は高橋が20日限りで現役を引退したと発表した。
好物はオムライスとチャーハン。

## 戦歴
- 第15回世界陸上競技選手権大会（北京／ 中国）20km競歩 47位
- 第18回アジア競技大会（ジャカルタ／ インドネシア）20km競歩 5位